# Hamre, Västerås
Hamre är en  stadsdel i det administrativa bostadsområdet Hamre-Talltorp i östra Västerås. 
Hamre är ett bostadsområde. Bebyggelsen är övervägande radhus och villor. Det är gott om grönområden, både gräsmattor och skogbeklädda. Det rinner en bäck, Hamrebäcken, genom området. 
Området avgränsas av Berghamravägen, Hamrebäcken, Hamregatan och Björnövägen.
Området gränsar i norr till Berghamra och Talltorp, i öster mot Hamre sportfält i söder till Fågelvik, i väster till Framnäs.
Hamre är också nära till vatten då det är gå avstånd till vissa stränder i närheten.